# Đền thờ hang động Badami
Đền thờ hang động Badami là một phức hợp của bốn đền thờ hang động thuộc đạo Hindu, đạo Jain và có lẽ thuộc đạo Phật tọa lạc tại Badami, một thị trấn ở quận Bagalkot, miền bắc bang Karnataka, Ấn Độ. Các hang động được xem xét là một ví dụ của kiến trúc cắt đá Ấn Độ, đặc biệt là kiến trúc Badami Chalukya, có niên đại từ thế kỷ 6. Badami trước đây được biết đến như Vataapi Badami, thủ đô thời kỳ đầu của triều đại Chalukya, đã cai trị phần lớn Karnataka từ thế kỷ 6 đến thế kỷ 8. Badami nằm trên bờ tây một hồ nước nhân tạo bao quanh bởi một bức tường bằng đất với những bậc đá; pháo đài bao quanh ở phía bắc và phía nam được xây dựng trong thời gian sau đó.
Đền thờ hang động Badami biểu trưng cho một số ví dụ được biết đến sớm nhất của những đền thờ Hindu. UNESCO đã mô tả thiết kế của đền thờ hang động Badami và những gì tại Aihole, đã biến đổi thung lũng sông Malaprabha thành một cái nôi của kiến trúc đền thờ, xác định những thành phần xây nên đền thờ Hindu về sau ở những nơi khác tại Ấn Độ.
Hang động 1 đến 4 trong vách đá của ngọn đồi hình thành từ sa thạch mềm Badami, về phía đông nam thị trấn. Tại hang 1, trong số những tác phẩm điêu khắc đa dạng về chủ đề và những vị thần Hindu, một tượng khắc nổi bật là tượng thần Shiva nhảy múa điệu Tandava như Nataraja. Hang động 2 chủ yếu tương tự như hang động 1 về cách bố trí và kích thước, đề tài Hindu tiêu biểu trong đó có chạm khắc nổi thần Vishnu như Trivikrama là rộng lớn nhất. Hang động lớn nhất là hang 3, có thần thoại liên quan Vishnu và cũng là hang động chạm khắc phức tạp nhất trong quần thể. Hang động 4 được dành riêng cho những nhân vật đáng kính thuộc đạo Jain. Hang động 5 có thể là một hang động Phật giáo. Hang động khác được phát hiện vào năm 2015, khoảng 500 mét (1.600 ft) từ bốn hang động chính, với 27 chạm khắc Hindu.